# Градски стадион (Татабања)
Градски стадион (Татабања) (мађ. Városi Stadion (Tatabánya), мађ. Grosics Gyula Stadion) је вишенаменски стадион у Татабањи у Мађарској.

## Историја
У Татабањи је стадион, који и данас ради, предат 1946. године. Прва већа обнова обављена је почетком 70-их година прошлог века, када је срушено шеталиште и покривена седишта. Травњак је реновиран неколико пута, последњи пут 2006. године. Седишта су 2001. замењена пластичним столицама. У 2005/06, стадион је ограђен новом оградом, некадашње трибине су модернизоване и, са изузетком сектора за подршку гостима и сигурносне зоне, свуда су постављене пластичне столице.